# RELIKT-1
Il RELIKT-1 (dal russo РЕЛИКТ-1) era un esperimento dell'ex Unione Sovietica a bordo del satellite Prognoz 9 (lanciato il 1º luglio 1983) per misurare le anisotropie della radiazione cosmica di fondo (CMB). Da una prima analisi dei dati si stimò solo un limite superiore alle anisotropie su larga scala angolare, ma ad un'ulteriore analisi dati nel 1992 si trovò un segnale compatibile con quello di esperimenti successivi. Questo esperimento fu preparato dallo Space Reasearch Institute dell'Accademia russa delle scienze e supervisionato dal Dr. Igor Strukov.
Fu realizzata una mappa del cielo a 37 GHz, usando un radiometro a modulazione di tipo Dicke che non poteva però fare misurazione a più di una banda. L'intera volta cieleste fu osservata in sei mesi ad una scala angolare di 5,5 gradi e con una sensibilità sulla temperatura di 0,6 mK.
Fu misurata l'emissione galattica a microonde e osservata l'anisotropia di dipolo della CMB. Il momento di quadruopolo fu osservato tra i 17 e i 45 mK rms, con il 90% di confidence level.
La scoperta dell'anisotropia da parte del RELIKT-1 fu ufficialmente riportata nel gennaio 1992 al seminario di astrofisica di Mosca.